# Pour les beaux yeux de Catherine
Pour les beaux yeux de Catherine (arabe : لأجل عيون كاترين) est une série télévisée dramatique tunisienne composée de trente épisodes de 45 minutes réalisée par Hamadi Arafa, produite par Néjib Ayed d'après un scénario de Rafika Boujday, et diffusée durant le ramadan, du 20 juillet au 18 août 2012 sur la chaîne Nessma.
La série se déroule avant la révolution et le départ du président Zine el-Abidine Ben Ali. La distribution compte plus de 127 acteurs.

## Synopsis
La série commence par une rencontre entre jeunes qui planifient un départ illégal vers l'Europe. Catherine (Aïcha de son nom tunisien) est une jeune fille qui est éloignée de sa mère française. Elle est obligée de s'intégrer dans l'environnement tunisien qui lui est étranger et rencontre des difficultés que découvrent les jeunes de son village en proie au chômage et aux difficultés économiques et sociales.

## Distribution
- Fethi Haddaoui : Erraïs Noureddine
- Lotfi Abdelli : Imed Ben Salem
- Dorsaf Mamlouk : Salma El A'wem
- Atef Ben Hassine : Arbi
- Jamel Madani : Jaber
- Fethi Mselmani : Hbib
- Afef Ben Mahmoud : Noura
- Leila Chebbi : Dalila
- Dalila Meftahi : Afifa
- Amel Baccouche : Mn'è
- Mohamed Sayari : Rachid A'wam
- Mounira Zakraoui : Kmar
- Manel Amara : Naziha
- Wahida Dridi : Khadija
- Mohamed Daghman : Kamel
- Aïcha Ben Ahmed : Nadia
- Amira Chebli : Amel
- Kabil Sayari : Yahia
- Aïcha Khiari : Catherine (Aïcha)
- Marwane Ariane : Amine
- Youssef Mars : Ghaffar A'wem
- Nourhene Bouzaiene : Rafika
- Manel Abdelkoui : Radhia
- Nedra Lamloum : Jamila
- Khaled Hammam : Chaker
- Raed Ferjeni : Sabri
- Maha Chtourou : Najoua
- Mariem Khamassi : Hana

## Épisodes
La série obtient une part d'audience de 41,5 %.